# أخلاقيات الأكل
تشير أخلاقيات الأكل إلى العواقب الأخلاقية لاختيارات الطعام، سواء تلك المصنوعة من البشر لأنفسهم أو تلك المصنوعة من أجل الحيوانات المرباة بغرض الأكل. وهناك مخاوف مشتركة كالضرر الذي يلحق بالبيئة، وممارسات العمل الاستغلالية، ونقص الطعام للآخرين، والمعاملة غير الإنسانية للحيوانات المرباة بغرض الأكل بالإضافة إلى الآثار غير المقصودة لسياسة الغذاء. فتعد أخلاقيات الطعام هي نوع من أنواع النزعة الاستهلاكية الأخلاقية.

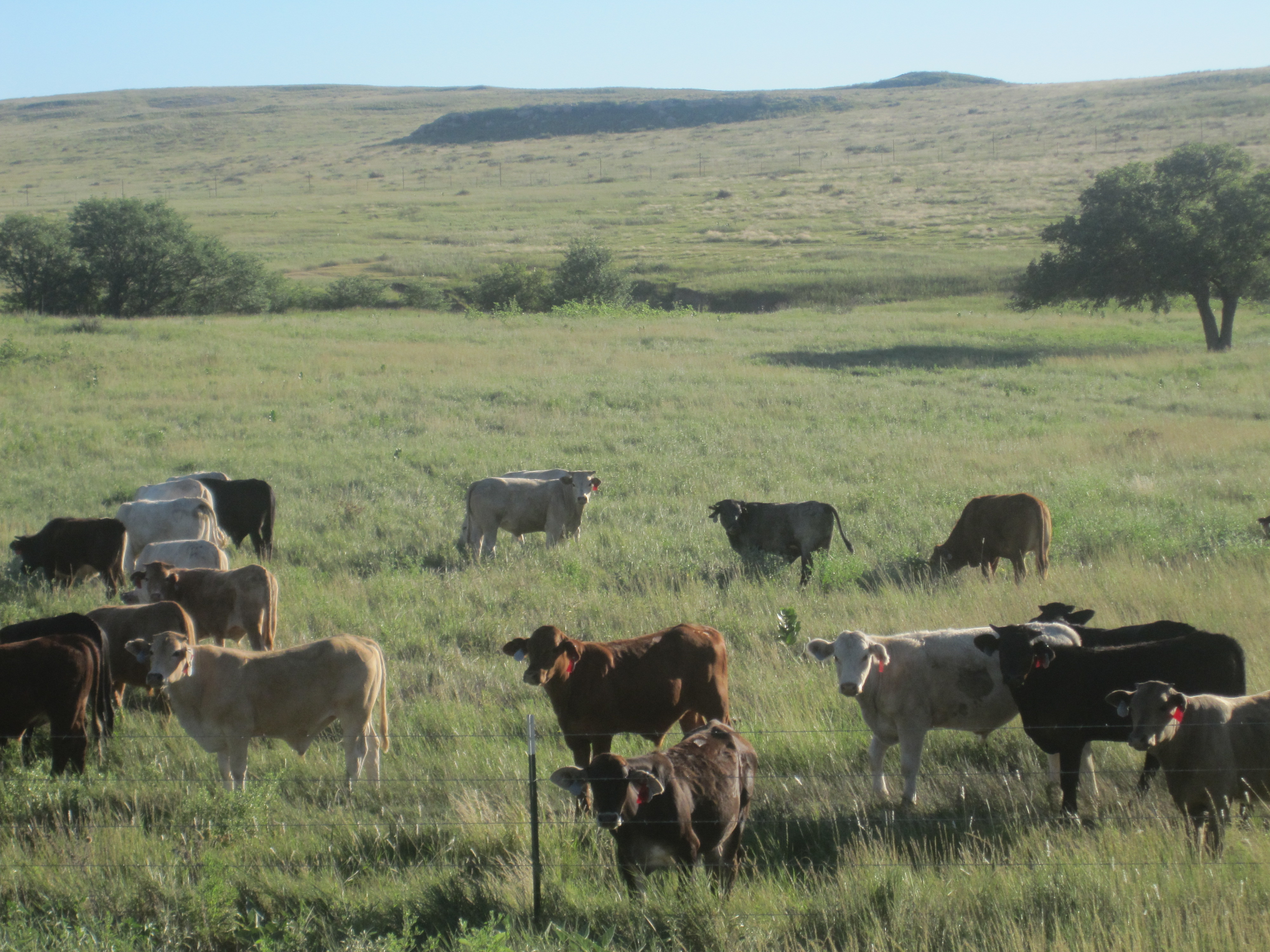
رعي الماشية في ولاية تكساس

## المخاوف

### بيئيًا
- هناك طرق معينة لإنتاج الأغذية وأنواع معينة من الأطعمة ذات تأثيرات بيئية أكبر من غيرها. وينصح «اتحاد الأطباء المهتمين» بتجنب أكل اللحم البقري حيث انه واحد من أهم الإجراءات يمكن أن يقوم بها الناس لمساعدة البيئة[5] وذلك بسبب كميات الماء الهائلة اللازمة لإنتاج اللحم البقري بجانب التلوث الناتج عن البراز، والأمونيا، وثاني أكسيد الكربون ونفايات الميثان المرتبطة بتربية الأبقار، والأضرار المادية الناجمة عن الرعي، وتدمير البيئات الطبيعية للحياة البرية والغابات المطيرة لإنتاج الأراضي للرعي.[5] فاللحوم المنتجة صناعيا؛ مثل تلك التي تُربى وفقًا لعملية تغذية الحيوانات المركزة التي لها التأثير الأكبر لأي منتج غذائي على البيئة.[3]
- كما أن تغليف الأغذية المنتجة تجاريًا هو أيضًا مجال مثير للقلق، [3] بسبب التأثير البيئي لكل من إنتاج العبوة والتخلص من العبوة.
- بالإضافة إلى أن نقل الأطعمة المنتجة تجاريًا يمكن أن يؤدى إلى زيادة تأثير هذا الغذاء على البيئة.[3]

### ممارسات العمل
- يوجد داخل النظام الغذائي العديد من المهن منخفضة الأجر حيث يُدفع للعديد من عمال المزارع أجورًا دون الحد الأدنى[6] أو حتى يعملون في ظروف دون المستوى، وخاصة عمال المزارع في البلدان النامية والعمال المهاجرين في الدول الصناعية. وكثيراً ما تكون الوظائف في مجال تجهيز[7] وتقديم[8] وتجارة المواد الغذائية[9] ضعيفة الأجر وفي بعض الأحيان تكون خطرة.

### توزيع الثروة
- منذ الثمانينيات، أدت السياسات التي تعزز التجارة الحرة العالمية إلى زيادة كمية الأغذية المصدرة من البلدان الفقيرة، مما قد يؤثر سلبًا على الغذاء المتاح لسكانها.[10] ومع ذلك، فإن حملة خفض مستويات الواردات الغذائية قد تقلل من دخل المزارعين في البلدان الفقيرة، الذين يعتمدون على مبيعات التصدير.[11]

### توافر الغذاء
- منذ خمسينيات القرن العشرين، أصبح النظام الغذائي معولمًا بشكل متزايد، ويهيمن الآن عدد صغير من الشركات متعددة الجنسيات على التجارة في العديد من المواد الغذائية.[12] إحدى النتائج تؤكد أن نسبة الأغذية المُعَالِجة صناعيا في الوجبات الغذائية تتزايد على الصعيد العالمي و[13] يصف الباحثون في مجال الصحة العامة هذه التغييرات بالتحول الغذائي، مجادلين بذلك أن هذه التغيرات تسبب معدلات متزايدة للأمراض غير المعدية، مثل مرضالسكري[14] وذلك في البلدان الفقيرة.

### علاج الحيوانات الغذائية
- يتم تربية العديد من الحيوانات الغذائية بشكل غير إنساني.

### سياسات
- العديد من السياسات الغذائية الحكومية لها عواقب غير مقصودة.

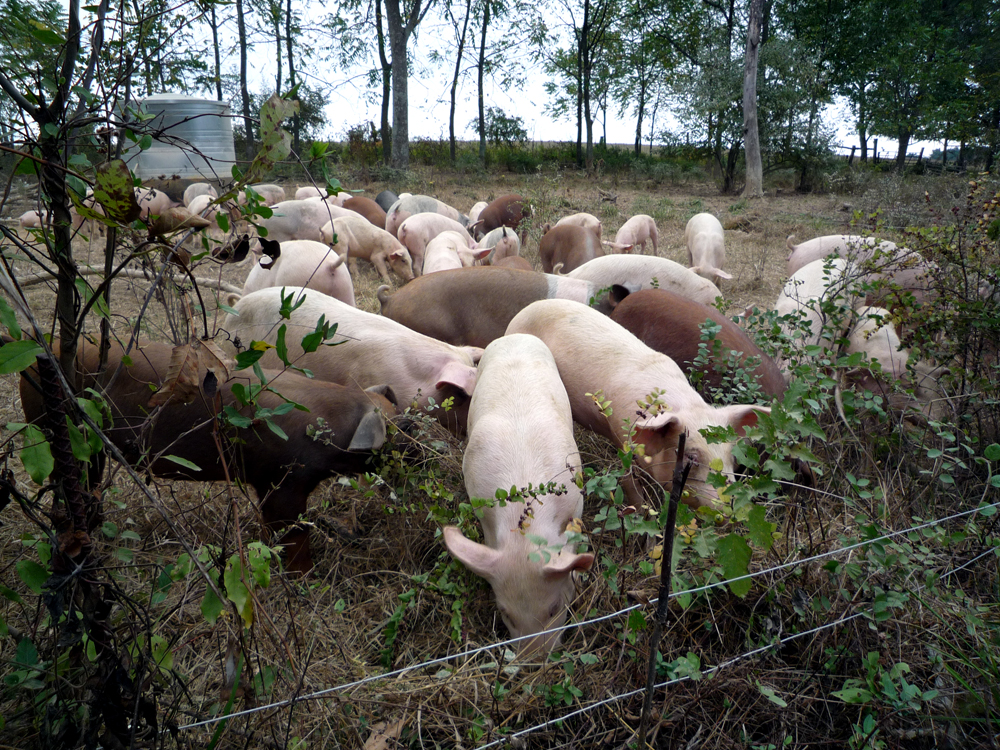
خنازير رعي طليقة في مزرعة Polyface، والتي تعزز أساليب "أكثر استدامة" لتربية الحيوانات.

## خيارات غذائية محددة
يجادل بعض علماء الأخلاق بأن الحفاظ على الحيوانات وقتلها للاستهلاك البشري هو في حد ذاته غير أخلاقي. ويشير آخرون إلى أن تربية الحيوانات ضرورية «للمزارع المستدامة»، التي لا تعتمد على الوقود الأحفوري والمواد الكيميائية، بل تستخدم النفايات الحيوانية كأسمدة والنشاط الحيواني لمكافحة الحشائش والآفات وتستخدم الحيوانات لتحويل الخضرة - غير الصالحة للأكل من قبل البشر والتي تنمو على الأرض الهامشية وغير المزروعة - إلى الغذاء.
تؤثر الطريقة التي يتم بها تربية الحيوانات الغذائية ونوع الحيوان الغذائي على أخلاقيات تناول هذا الحيوان حيث يتسبب المحار الذي يربى في المزارع في أقل ضرر بيئي ويتم تربيته بطريقة إنسانية.

### الألبان والبيض
إنتاج الألبان والبيض له عواقب أخلاقية، ولاسيما في الإنتاج الصناعي على نطاق واسع حيث غالبًا ما يتم التعامل بشكل غير إِنساني مع الدواجن والحيوانات المنتجة للألبان التي تُربى في العمليات الصناعية.
إن إنتاج البيض على نطاق صغير، مثل تربية الدجاج في الفناء الخلفي والمزارع الصغيرة المتنوعة لتربية الطيور المرصودة أو الحيوانات منتجة الألبان، تكون أقل خطورة من الناحية الأخلاقية ولكنها لا تزال تشكل بعض المشكلات بالنسبة إلى علماء الأخلاق.

### مأكولات بحرية
الصيد الصناعي له تأثيرات واسعة مع عواقب أخلاقية.

### المحاصيل
يتم تصدير بعض الأغذية المنتجة في البلدان النامية بكميات تهدد قدرة السكان المحليين على الحصول على أغذيتهم التقليدية بتكلفة معقولة، حيث أصبح الطلب الغربي على "الكينوا"، وهو غذاء تقليدي في بوليفيا وبيرو والإكوادور، مرتفعًا بحيث أن المنتجين يأكلون كميات أقل من الحبوب بشكل كبير، مفضلين بيعها للاستيراد بدلًا من أكلها، الأمر الذي يثير مخاوف بشأن سوء التغذية.

## الانتقادات
يجادل بعض منتقدي حركة أخلاقيات الغذاء بأن تحليل المخاوف المختلفة أمر غير مجدٍ. وقد تم اتهام منظمة "Fairtrade International"، وهي هيئة تصديق منتجات التجارة العادلة، بتضليل المستهلكين حول قدرتها على مراقبة ممارسات الإنتاج، "ومنح شهادة التجارية العادلة Fairtrade" إلى اتحاد واحد على الأقل للقهوة على الرغم من حقيقة أنهم كانوا" يزرعون بشكل غير قانوني حوالي 20٪ من قهوتهم في أراضي غابات وطنية محمية.

## مجالات الاتفاق
يتفق معظم علماء أخلاقيات الطعام على أن بعض الخيارات الغذائية أكثر أخلاقية من غيرها.